# مت اندرسون
متیو جان اندرسن (به انگلیسی: Matthew Anderson) که با نام مت اندرسن شناخته می‌شود (زاده ۱۸ آوریل ۱۹۸۷) بازیکن حرفه‌ای والیبال اهل آمریکا عضو تیم ملی والیبال مردان ایالات متحده آمریکا و باشگاه زنیت سنت پترزبورگ است . وی پس از ناکامی در المپیک توکیو گفت در المپیک پاریس همراه تیمش خواهد بود.

## اوایل زندگی
اندرسون فرزند مایکل و نانسی اندرسون در بوفالو، نیویورک متولد شد و جوانترین عضو خانواده است. او پدرش مایکل را در سن ۲۳ سالگی و ژانویه ۲۰۱۰ از دست داد که به یاد پدرش یک تتو بر روی بدنش دارد و همچنین مت بر روی مچ دست راستش یک تتو به شکل پازل دارد که نماد بیماری به نام اوتیسم هست که زیر همین تتو نام پسر خواهرش را که مبتلا به همین بیماری است را برای حمایت تتو کرده‌است و او همچنین بر روی بازو و دست چپ خود تتوهایی از درخت و گل رز دارد که به گفته خودش نمادی از کل خانواده اش هست. اندرسون والیبال حرفه‌ای را در دانشگاه ایالتی پنسیلوانیا آغاز نمود و در مسابقات قهرمانی والیبال اتحادیه ملی ورزش دانشگاهی با نیتانی لیون به نایب قهرمانی رسید.

## حرفه‌ای
مت اندرسون کار خود را در سال ۲۰۰۶ با پیراهن تیم دانشگاه ایالتی پنسیلوانیا آغاز نمود. همچنین در همین سال مدال نقره مسابقات قهرمانی ایالات متحده را به دست آورد. در سال ۲۰۰۷ اندرسون اولین بازی خود را در تیم ملی والیبال آمریکا انجام داد.
در ماه ژوئیه ۲۰۰۸ به و-لیگ کره جنوبی رفت و با هیوندای اسکای واکرز قراردادی دو ساله به امضا رساند. اندرسون در فصل اولین حضور خود در کره جنوبی به بازی‌های پلی اف رسید اما در ادامه اسکای از دور مسابقات حذف شد. اندرسون در سال بعد مدال طلا جام پان آمریکا را همراه با تیم ملی آمریکا به دست آورد. اندرسون پس از دو سال حضور در وی لیگ راهی کالیپو شد و فصل بعد به مودنا پیوست و تا سال ۲۰۱۲ در این تیم ماند. مت در ادامه مدال نقره والیبال قهرمانی نورسکا را با تیم ملی آمریکا کسب کرد. اندرسون در سال ۲۰۱۲ مدال طلا لیگ جهانی را به گردن آویخت و بعد به باشگاه زنیت کازان پیوست. مت اندرسون که با درخشش خود در جام جهانی ۲۰۱۵ توانست به عنوان باارزش‌ترین بازیکن مسابقات انتخاب شود به همراه تیم ملی آمریکا جام قهرمانی را نیز بالای سر برد. وی به همراه تیم ملی ایالات متحده آمریکا در المپیک ریو ۲۰۱۶ شرکت کرد و به عنوان یکی از بازیکن‌های اثرگذار تیم آمریکا بود که در نهایت به همراه دیگر بازیکنان به مدال برنز المپیک دست یافت.

## نگارخانه

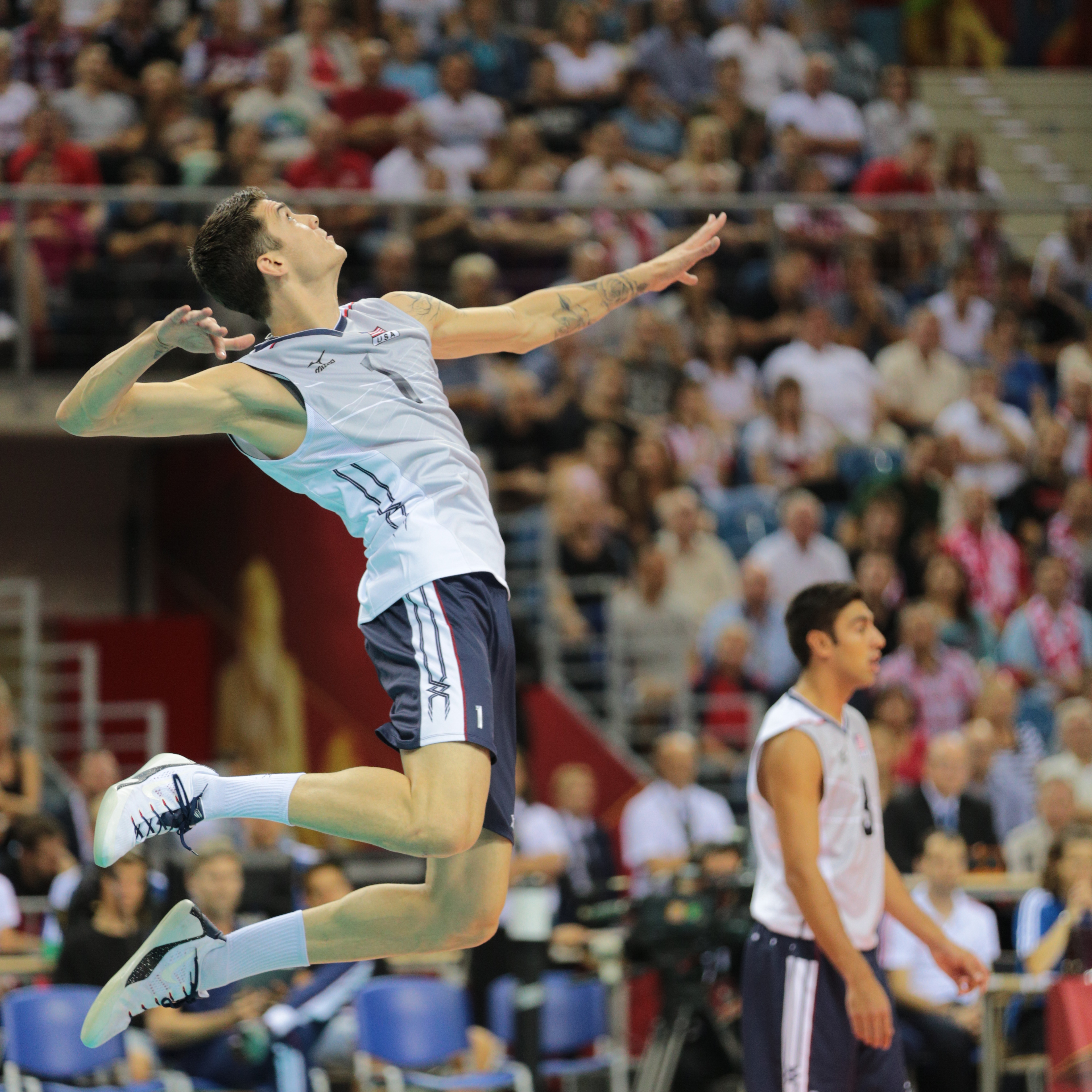
مت اندرسون در مسابقات قهرمانی والیبال مردان جهان ۲۰۱۴ در هنگام سرویس زدن در مقابل تیم ملی ایتالیا، کراکوف